# Ивана Вукчевић
Ивана Вукчевић (Нови Сад, 1978) српска је телевизијска, филмска и позоришна глумица и радијска водитељка.
Дипломирала је глуму на Академији уметности у Новом Саду у класи професора Петра Банићевића. Брат јој је редитељ Горан Вукчевић. Глумом се бави одмалена, а радила је у позориштима у Новом Саду, Сомбору, Лесковцу и Београду.
Ивана је играла у музичким спотовима групе Гарави сокак (Живим, Од танког стакла мој је свет, Ићи ћеш у затвор), Жељка Јоксимовића (Црнокоса) и Бориса Режака (Ти си ми била све). Ради и синхронизацију за цртане филмове и рекламе, синхронизацију је радила за студије Лаудворкс и Моби. Ивана је добитница награде „Миленко Шербан“ коју  је добила  за остварене резултате у току студија и најбољи студентски рад на  студијама из области Позоришна сценографија.
- 1-4. „Бој на Косову“, Љубомир Симовић, сцена Народног позоришта у Београду
- 5. и 6. „Ревизор“, Н. В. Гогољ, сцена Народног позоришта у Београду

Колегиница је са класе Браниславу Трифуновићу.

## Улоге
| Год.       | Назив                        | Улога                   |
| ---------- | ---------------------------- | ----------------------- |
| 1990-е     |                              |                         |
| 1991.      | Српски рулет                 | мала наркоманка         |
| 1992.      | Јевреји долазе               | Снежана                 |
| 2000-е     |                              |                         |
| 2005.      | Флерт                        | Нада                    |
| 2005.      | Кошаркаши (ТВ серија)        | Јелена                  |
| 2005.      | Звезде љубави                | Ружица                  |
| 2005.      | Идеалне везе (ТВ серија)     | служавка                |
| 2007.      | М(ј)ешовити брак (ТВ серија) | полицајка               |
| 2007.      | Промени ме                   | Јасмина                 |
| 2007.      | Позориште у кући             | масерка                 |
| 2008.      | Љубав и други злочини        | стјуардеса 2            |
| 2007-2008. | Вратиће се роде (ТВ серија)  | Драганица               |
| 2009.      | Оно као љубав                | Лола                    |
| 2010-е     |                              |                         |
| 2010.      | Шесто чуло                   | Тања Савић              |
| 2011.      | Топли зец                    | Каћа                    |
| 2015.      | Државни посао                | Рада                    |
| 2016.      | Пундравци 2                  | Рашина мајка, кројачица |
| 2019.      | Нек иде живот                | Страшна Цица            |
| 2020-е     |                              |                         |
| 2020.      | Неки бољи људи               | Мици                    |
| 2020.      | Ургентни центар              | Елена                   |

Позориште:
- Пепељуга (2006).... Шантал, р. Милан Караџић
- Ратко и Јулијана (2006).... Јулијана, р. Југ Радивојевић
- Ноћ лудака у Господској улици (2004).... Драгиња, р. Радослав Рале Миленковић
- Госпођа министарка (2004).... Дара, р. Горчин Стојановић
- Сан летње ноћи (2003).... Хермија, р. Кокан Младеновић
- Челик (2003).... Милена, р. Радоје Чупић

## Улоге у синхронизацијама
| Година синх. | Назив                             | Улога                             | Студио    |
| ------------ | --------------------------------- | --------------------------------- | --------- |
| 2009-2012.   | Галактички фудбал (C1-2)          | Меј                               | Лаудворкс |
| 2009.        | У потрази за Немом                | Бресква, Деб / Фло, Малац, Шелдон | Лаудворкс |
| 2009.        | Ким Опаснић                       | Шиго, Ен Опаснић, Бони Рокволер   | Лаудворкс |
| 2009.        | Еленин свет                       | Еленина мама                      | Лаудворкс |
| 2010.        | Моји пријатељи Тигар и Пу         | Дарби                             | Лаудворкс |
| 2011.        | Мој пријатељ џин                  | Анђа, Софија                      | Лаудворкс |
| 2012.        | Болтс и Блип                      | Сејди                             | Лаудворкс |
| 2012.        | Кирари                            | Сајака, Бака, Каори Хигашијама    | Лаудворкс |
| 2012.        | Ловци на змајеве                  | Заза, Жанелин                     | Лаудворкс |
| 2014.        | Пчелица Маја                      | Лара Бубамара                     | Лаудворкс |
| 2014.        | Рио 2                             | додатни гласови                   | Моби      |
| 2015.        | Алвин и веверице: Велика авантура | Службеница на аеродрому           | Моби      |
| 2016.        | Снупи                             | Луси ван Пелт                     | Лаудворкс |
| 2016.        | Џони Тест (С4-5)                  | Сузана Тест                       | Лаудворкс |